# Речник
Ре́чник — хтось, хто залучений або обраний виступати від імені інших, хто в своїй особі представляє кого-небудь, представник.
Наприкінці XIX — початку XX слово речник вживалося в значенні «оратор» або «адвокат», а також «представник»; станом на 1970-ті роки в активному вжитку залишилося тільки останнє значення. В «Українсько-англійському словнику» 1955 (К. Андрусишин, Я. Крет) серед його перекладів англійською було spokesman (у тому числі в значенні «представник»). В англо-українських словниках початку XXI століття речник використовується для перекладу слова spokesman.

## Функції та особистість
У сучасному чутливому до ЗМІ світі багато організацій все частіше наймають професіоналів, які пройшли офіційну підготовку в галузі журналістики, комунікацій, зв'язків з громадськістю та громадських справ у цій ролі, щоб гарантувати, що публічні оголошення робляться найбільш відповідним чином та через найбільш підхожі канали для максимізації впливу сприятливих повідомлень та мінімізації впливу несприятливих повідомлень. Знамениті речники, такі як популярні місцеві та національні зірки спорту (наприклад, Майкл Джордан або Боб Юкер) або зірки телебачення та кіно (такі як Бейонсе або Майкл Дж. Фокс), часто обираються речниками для комерційної реклами. Станом на серпень 2017 року Кейлі МакЕнані та Майкл Тайлер працювали речниками RNC та DNC відповідно.
Особистість
Корпорація може бути представлена публічно її головним виконавчим директором, головою або президентом, фінансовим директором, юрисконсультом або зовнішнім юридичним радником. Крім того, на повсякденному рівні та для більш рутинних оголошень робота може бути делегована відділам корпоративних комунікацій або зв'язків з інвесторами (або їх еквівалентам), які будуть діяти як речники.

## Обов'язки
На відміну від особи, яка дає особисті свідчення, робота речника — сумлінно представляти та захищати позиції організації, навіть коли вони суперечать власній думці. Як результат, представники-речники, як правило, обираються з досвідчених, давніх співробітників або інших людей, про яких відомо, що вони підтримують цілі організації.